# Prostatacancerförbundet
Prostatacancerförbundet  är riksorganisation för prostatacancerpatienters lokala patientföreningar. Prostatacancerförbundet har 27 lokalföreningar runt om i landet, som tillsammans har mer än 12 000 medlemmar. 
Prostatacancerförbundet arbetar med frågor som rör män som drabbats av prostatacancer och deras närstående. De arbetar också med informations- och kunskapsspridning för att öka allmänhetens medvetenhet om prostatacancer och betydelsen av tidig upptäckt men väcker också opinion för bättre prostatacancervård som ska bidra till högre livskvalitet för de drabbade.
Prostatacancerförbundet är medlem i Funktionsrätt Sverige och har samarbete med Socialstyrelsen och Cancerfonden. Förbundet bildades 1999 under namnet ROP - Riksorganisationen för prostatacancer. Detta ändrades 2006 till Prostatacancerförbundet. 
Prostatacancerförbundet har också en fond för att samla in pengar till prostatacancerforskning, fonden heter Fonden mot prostatacancer.

## Fonden mot prostatacancer
År 2006 beslutade Prostatacancerförbundet att stifta en fond som har målet att stödja: svensk forskning rörande prostatacancer, kompetensutveckling av vårdpersonal och patientföreträdare inom svensk prostatacancervård och opinionsbildning för ökad livskvalitet och minskad dödlighet av prostatacancer. 
Fondens kapital kommer exklusivt från medel som skänkts genom gåvor, sponsring och försäljning av förbundets profilprodukter – exempelvis Blå Bandet.
Fonden mot prostatacancer har ett 90-konto vilket betyder att fonden granskas av och följer Svensk Insamlingskontrolls föreskrifter och anvisningar för insamling på ett etiskt och ansvarsfullt sätt där pengarna går till ändamålet utan oskäliga kostnader.
Förbundet är också medlem i FRII(Frivilligorganisationernas Insamlingsråd) som är en bransch- och insamlingsorganisation som verkar för tryggt givande och ökat förtroende för insamlingsbranschen.

## Lokalföreningar
27 lokala patientföreningar finns för närvarande i hela Sverige. Dessa bidrar med samtalsstöd för patienter och deras närstående samt föreläsningar och andra typer av träffar med medlemmar, till exempel grillkvällar.  De har också nära kontakt med företrädare för sjukvården i föreningens geografiska verksamhetsområde. 

## Prostata-nytt
Prostata-nytt är Prostatacancerförbundets tidskrift som kommer ut fyra gånger per år. 
Tidningen följer forskningen på det medicinska området och informerar om nyheter inom behandling och rehabilitering. Den innehåller också reportage om personer som själva har prostatacancer eller som är närstående till någon som har sjukdomen samt information om patientföreningarnas aktiviteter. Tidskriften finns för medlemmar i lokalföreningarna men går också att beställas utan att vara medlem. 

## Blå Bandet
Blå Bandet är symbol för kampen mot prostatacancer och spelar stor roll för att öka uppmärksamheten kring sjukdomen och insamling av pengar till forskning om prostatacancer. Symbolen har internationell spridning och förebild är Blue Ribbon i USA. 

## Prostatacancer i Sverige
Prostatacancer är Sveriges största cancersjukdom. Varje år får ca 10 000 män diagnosen. I dag lever cirka 100 000 män i Sverige med sjukdomen Antalet dödsfall är cirka 2 500 per år.